# Boghenii Vechi, Ungheni
Boghenii Vechi este un sat din componența comunei Boghenii Noi din raionul Ungheni, Republica Moldova.